# UTC−10:00
UTC−10 — часовой пояс, использующийся в следующих государствах и территориях:

## В течение всегогода
- Атолл Джонстон (США)
- Острова Кука (Новая Зеландия)
- Токелау (Новая Зеландия) — до 31 декабря 2011 года[1]
- США (Гавайско-алеутское стандартное время):
  -  Гавайи
- Французская Полинезия (Франция):
  - Острова Общества (в том числе Таити)
  -  Туамоту
  -  Тубуаи (в том числе острова Маротири)

## ЗимойвСеверном полушарии
- США (Гавайско-алеутское стандартное время):
  -  Аляска
    - Алеутские острова (к западу от острова Умнак)

## ЛетомвЮжном полушарии
- Самоа (с сентября 2010 года[2] до 31 декабря 2011 года[3])